# Batognica
Batognica je 2164 metrov visoka gora nad reko Sočo v bližini Krna. Sam vrh je bil med soško fronto prizorišče nenehnih spopadov med avstro-ogrsko in italijansko vojsko.
Najhujši boji so na Batognici potekali 21. julija 1915, ko so Italijani Avstrijce potisnili na vzhodno tretjino planote. Italijani so tako zasedali zahodni in osrednji del planote Batognice, Avstrijci pa vzhodni del. Med seboj sta bili vojski oddaljeni samo 85 metrov. Obe vojski sta se močno utrdili, izdelali obsežne sisteme kavern in drugih rovov, v katerih so vojaki nato preživeli dve leti. Linija se v tem času ni nikamor premaknila, zato so Italijani pod avstrijske položaje skopali rov, v katerega so namestili razstrelivo. Avstrijci, ki so z enako namero želeli presenetiti Italijane, so po naključju odkrili italijanski rov, iz njega previdno pobrali vse razstrelivo in z njim pozneje razstrelili italijanske položaje.   
Kraterji eksplozije so na Batognici vidni še danes.